# Caftan

La persona de l'esquerra duu un caftan rus simple.

Un caftan o caftà (del farsi خفتان o del turc qaftan) és una túnica de cotó o seda botonada per davant, amb mànigues, que arriba als turmells i que hom porta amb una faixa.

## Caftans otomans
Els caftans duts pels soldans otomans constitueixen una de les més esplèndides col·leccions del Palau de Topkapı a Istanbul. Alguns són tan valuosos que van ser donats com a presents a importants dignataris i generals victoriosos en el curs d'elaborades festes religioses (vegeu « khalat »).
Els caftans eren brodats sovint per davant i per les mànigues, però com tota la resta durant el domini otomà, estaven subjectes a un estricte ordre jeràrquic pel que fa a colors, patrons, llaços i botons, que es triaven d'acord amb el rang de la persona que l'havia de portar.
Durant el segle XIV es van usar patrons grans de colors suaus, que es van fer més petits i cridaners amb el canvi de segle. Per a la segona meitat del segle XVII les teles més apreciades eren les que tenien  yollu , franges verticals de diversos brodats i patrons petits, dites teles Selimiye.
La major part dels teixits van ser confeccionats a Istanbul i a Bursa (Turquia), però alguns van ser importats a partir de llocs tan llunyans com Venècia, Gènova, Pèrsia, Índia i fins i tot Xina. Cada un tenia una característiques molt específiques i es batejava de forma diferent: vellut, aba, bürümcük, canfes, gatma, gezi, diba (en persa ديبا), hatayi, kutnu, kemha, seraser (en persa سراسر), serenk, zerbaft (en persa زربفت), tafta(en persa تافته) i molts altres. Els colors més usats van ser el «blau xinès», el «vermell turc», el violeta, el Pismis ayva o codony cuit, i el groc safrà.
El Museu de Topkapı a Istanbul té una àmplia col·lecció de caftans i teixits turcs.

## Caftans marroquins
Al Marroc els caftans són vestits per a dones i difereixen substancialment dels seus equivalents turcs. El caftà del Marroc és únic gràcies als seus orígens tant persa com andalús i gràcies a l'enginyeria artesanal marroquina que va desenvolupar especificitats en les principals ciutats, com en Fes (vestit Joher), Tetuan (Keswa Lakbira o Chedda Chamalia) i Rabat (Touqida).
El caftà, també dit Takchita en la seva versió simple i moderna, és un dels diversos components de vestit patrimoni marroquina. A diferència de Takchita el terme caftan és el nom utilitzat per a descriure la vestimenta tradicional.

## Caftans russos
A Rússia, el mot caftà s'empra per a una altra mena de peça de vestir, una espècie de vestit masculí llarg amb mànigues ajustades. Al segle xix els caftans russos eren el tipus de vestimenta exterior més difosa entre els pagesos i mercaders. Actualment s'usen com a vestidures rituals religiosos per part de la majoria de les sectes conservadores d'Ortodoxos Vetero-Creients.

## Caftansbatik
En el Sud-est Asiàtic, els caftans batik es confeccionen per a obtenir una sensació de frescor en el calorós clima tropical de la regió. Si bé el batik és prou inalterable, s'usen diversos tipus de teixit, de la seda a la viscosa. Els dissenys florals i abstractes tenen una gran influència en els caftans d'aquesta regió.